# Isopedella cana
Isopedella cana är en spindelart som först beskrevs av Simon 1908.  Isopedella cana ingår i släktet Isopedella och familjen jättekrabbspindlar. Inga underarter finns listade i Catalogue of Life.